# Campionati europei di atletica leggera indoor 2011 - Salto in alto femminile
La gara si è svolta il 5 e il 6 marzo 2011.

## Podio
| #       | Atleta                | Nazionalità | Misura | Note                                     |
| ------- | --------------------- | ----------- | ------ | ---------------------------------------- |
| Oro     | Antonietta Di Martino | Italia      | 2,01   |                                          |
| Argento | Ruth Beitía           | Spagna      | 1,96   | Miglior prestazione personale stagionale |
| Bronzo  | Ebba Jungmark         | Svezia      | 1,96   | Miglior prestazione personale            |

## Record
Prima di questa competizione, il record del mondo (RM), il record europeo (EU) ed il record dei campionati (RC) sono i seguenti:
| Record                | Prestazione | Atleta                 | Data                                   | Competizione                                       |
| --------------------- | ----------- | ---------------------- | -------------------------------------- | -------------------------------------------------- |
| Record mondiale       | 2,08        | Kajsa Bergqvist Svezia | 4 febbraio 2006 Arnstadt, Germania     |                                                    |
| Record europeo        | 2,08        | Kajsa Bergqvist Svezia | 4 febbraio 2006 Arnstadt, Germania     |                                                    |
| Record dei campionati | 2,05        | Tia Hellebaut Belgio   | 3 marzo 2007 Birmingham, Gran Bretagna | Campionati europei di atletica leggera indoor 2007 |

## Risultati

### Qualificazioni
Si qualificano alla finale le atlete che superano la misura di 1,94 (Q) oppure le 8 migliori.
| Pos. | Nome                       | Nazione  | 1,75 | 1,80 | 1,85 | 1,89 | 1,92 | 1,94 | Misura | Note                          |
| ---- | -------------------------- | -------- | ---- | ---- | ---- | ---- | ---- | ---- | ------ | ----------------------------- |
| 1    | Antonietta Di Martino      | Italia   | –    | o    | o    | o    | o    | o    | 1,94   | Q                             |
| 1    | Svetlana Školina           | Russia   | –    | o    | o    | o    | o    | o    | 1,94   | Q                             |
| 3    | Venelina Veneva-Mateeva    | Bulgaria | –    | o    | o    | xo   | xo   | o    | 1,94   | Q                             |
| 4    | Melanie Melfort            | Francia  | o    | o    | xo   | o    | o    | xo   | 1,94   | Q                             |
| 5    | Ebba Jungmark              | Svezia   | –    | o    | o    | o    | xxo  | xo   | 1,94   | Q                             |
| 6    | Danielle Frenkel           | Israele  | –    | o    | o    | o    | o    | xxo  | 1,94   | Q                             |
| 7    | Oksana Okunjeva            | Ucraina  | –    | o    | o    | xo   | xo   | xxo  | 1,94   | Q                             |
| 8    | Ruth Beitía                | Spagna   | –    | o    | o    | o    | o    | xxx  | 1,92   | q                             |
| 9    | Marija Lasickene           | Russia   | xo   | o    | o    | o    | o    | xxx  | 1,92   |                               |
| 10   | Tonje Angelsen             | Norvegia | o    | o    | o    | o    | xxo  | xxx  | 1,92   | Miglior prestazione personale |
| 11   | Grete Udras                | Estonia  | o    | o    | xxo  | xo   | xxo  | xxx  | 1,92   | =                             |
| 12   | Stine Kufaas               | Norvegia | –    | o    | o    | xo   | xxx  |      | 1,89   | =                             |
| 13   | Anna Iljuštšenko           | Estonia  | –    | o    | xo   | xo   | xxx  |      | 1,89   | =                             |
| 14   | Viktorija Kljugina         | Russia   | –    | o    | o    | xxo  | xxx  |      | 1,89   |                               |
| 15   | Marie-Laurence Jungfleisch | Germania | o    | o    | xo   | xxo  | xxx  |      | 1,89   |                               |
| 16   | Øyunn Grindem              | Norvegia | –    | o    | o    | xxx  |      |      | 1,85   |                               |
| 16   | Raffaella Lamera           | Italia   | o    | o    | o    | xxx  |      |      | 1,85   |                               |
| 16   | Esthera Petre              | Romania  | o    | o    | o    | xxx  |      |      | 1,85   |                               |
| 19   | Airinė Palšytė             | Lituania | o    | xo   | o    | xxx  |      |      | 1,85   |                               |
| 20   | Ana Šimić                  | Croazia  | o    | xxo  | o    | xxx  |      |      | 1,85   |                               |
| 21   | Raquel Álvarez             | Spagna   | o    | xo   | xo   | xxx  |      |      | 1,85   |                               |
| 21   | Beatrice Lundmark          | Svizzera | o    | xo   | xo   | xxx  |      |      | 1,85   |                               |
| 23   | Ma'ayan Shahaf             | Israele  | o    | o    | xxx  |      |      |      | 1,80   |                               |

### Finale
| Pos. | Nome                    | Nazione  | 1,82 | 1,87 | 1,92 | 1,96 | 1,99 | 2,01 | 2,03 | Misura | Note                                     |
| ---- | ----------------------- | -------- | ---- | ---- | ---- | ---- | ---- | ---- | ---- | ------ | ---------------------------------------- |
| 1    | Antonietta Di Martino   | Italia   | o    | o    | o    | o    | o    | xo   | xxx  | 2,01   |                                          |
| 2    | Ruth Beitía             | Spagna   | o    | xo   | o    | o    | xxx  |      |      | 1,96   | Miglior prestazione personale stagionale |
| 3    | Ebba Jungmark           | Svezia   | o    | o    | o    | xxo  | xxx  |      |      | 1,96   | Miglior prestazione personale            |
| 4    | Danielle Frenkel        | Israele  | o    | o    | o    | xxx  |      |      |      | 1,92   |                                          |
| 4    | Melanie Melfort         | Francia  | o    | o    | o    | xxx  |      |      |      | 1,92   |                                          |
| 4    | Svetlana Školina        | Russia   | –    | o    | o    | xxx  |      |      |      | 1,92   |                                          |
| 7    | Oksana Okunjeva         | Ucraina  | o    | o    | xo   | xxx  |      |      |      | 1,92   |                                          |
| 7    | Venelina Veneva-Mateeva | Bulgaria | o    | o    | xo   | xxx  |      |      |      | 1,92   |                                          |